# Полуденка (приток Ошапа)
Полуденка — река в России, протекает в Оханском районе Пермского края. Длина реки составляет 13 км.
Начинается в урочище Шустики, течёт по берёзово-осиновому лесу сначала в северо-восточном направлении, затем, после впадения Бортивое, в юго-восточном. В низовьях поворачивает на северо-восток. На реке стоят деревни Старая и Мураши. Устье реки находится по правому берегу реки Ошап.
Основные притоки — Лабазна (пр), Савина (пр), Ильина (пр), Бортивое (лв), Тетерья (лв), Поломка (лв), Покосный Лог (пр).

## Данные водного реестра
По данным государственного водного реестра России относится к Камскому бассейновому округу, водохозяйственный участок реки — Кама от Камского гидроузла до Воткинского гидроузла, речной подбассейн реки — бассейны притоков Камы до впадения Белой. Речной бассейн реки — Кама.
Код объекта в государственном водном реестре — 10010101012111100014516.